# Брахлево
Брахлево (пол. Brachlewo) — село в Польщі, у гміні Квідзин Квідзинського повіту Поморського воєводства.
Населення — 390 осіб (2011).
У 1975-1998 роках село належало до Ельблонзького воєводства.

## Демографія
Демографічна структура станом на 31 березня 2011 року:
|          | Загалом | Допрацездатний вік | Працездатний вік | Постпрацездатний вік |
| -------- | ------- | ------------------ | ---------------- | -------------------- |
| Чоловіки | 199     | 51                 | 141              | 7                    |
| Жінки    | 191     | 40                 | 118              | 33                   |
| Разом    | 390     | 91                 | 259              | 40                   |